# CoRoT-7
CoRoT-7, früher CoRoT-Exo-7 genannt, ist ein Hauptreihenstern im Sternbild Einhorn mit einer scheinbare Helligkeit von 11,7 mag. Mit einem Spektraltyp von etwa K0 und einer Oberflächentemperatur von etwa 5300 Kelvin ist er der Sonne ähnlich.

## Die Begleiter
Der Name des Sterns leitet sich von dem bei ihm zuerst entdeckten Planeten CoRoT-7 b ab. CoRoT-7 b wurde im Januar 2009 als siebenter Exoplaneten-Kandidat mit Hilfe des Weltraumteleskop CoRoT entdeckt, was ihm auch den Namen gab.
Im September 2009 wurde CoRoT-7 c (auch als „CoRoT-7c“ geschrieben) als zweiter Planet des Systems entdeckt. Dabei handelt es sich wahrscheinlich um eine sogenannte Super-Erde, womit dieses System das erste entdeckte System mit zwei erdähnlichen Planeten wäre.